# Brun Motorsport
Brun Motorsport GmbH es un equipo de deporte automovilístico suizo fundado en 1983 por el magnate del juego suizo y piloto Walter Brun. Participó, como equipo privado Porsche, en numerosos campeonatos internacionales. Brun Motorsport se alzó con el Campeonato Mundial de Resistencia en 1986.

## Histórico de carreras

### Años 1982-1984

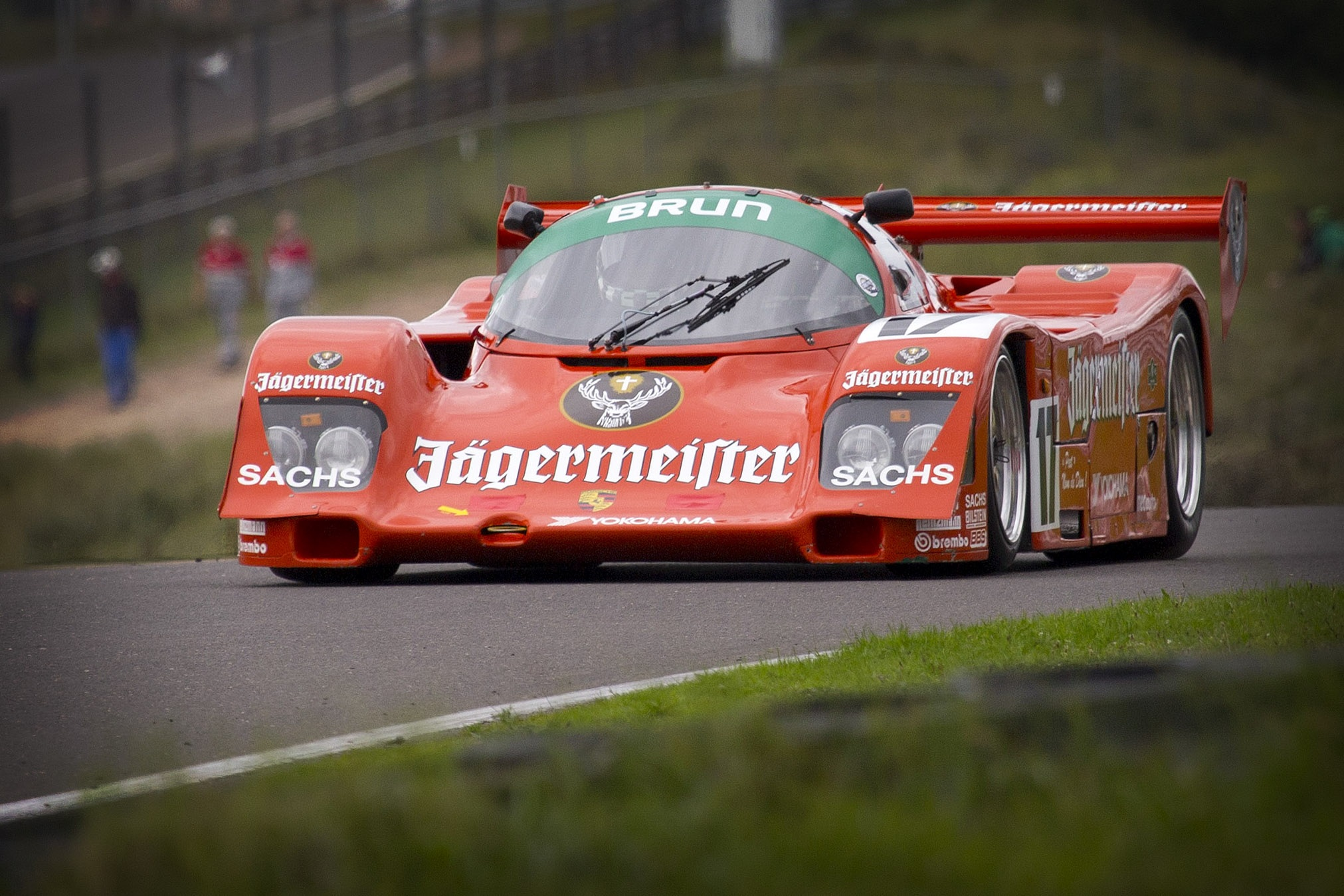
Porsche 962C de Brun Motorsport con la icónica publicidad de Jägermeister

En 1982, Walter Brun recompra al equipo GS-Sport, en dificultades financieras, un BMW M1 y una Sauber SHS C6 que competían en el Campeonato del Mundo de los Turismos. En 1983, crea la escudería Brun Motorsport, modifica la Sauber y la rebautiza Sehcar-Porsche. Sin embargo, el equipo no logra clasificarse para las 24 Horas de Le Mans de 1983. Los problemas encontrados con la Sehcar le llevan a comprar una Porsche 956 con el cual participa en distintas pruebas del Mundial y de la Deutsche Rennsport Meisterschaft. La nueva escudería conserva las pilotos Hans-Joachim Stuck y Harald Grohs, con el propio Walter Brun conduciendo igualmente.
En 1983, la escudería termina cuarta en los 1000 km de Spa con la formación Hans-Joachim Stuck/Harald Grohs/Walter Brun y sexta en los 1 000 kilómetros de Fuji con el dúo Kenji Takahashi/Clemens Schickentanz.
En 1984, la escudería vence en los 1000 km de Imola gracias a la formación Hans-Joachim Stuck/Stefan Bellof, y la otra formación, Oscar Larrauri/Massimo Sigala se clasifica en quinto lugar. Hans-Joachim Stuck/Walter Brun/Harald Grohs obtienen también un podio en los 1000 km de Spa. En los 1.000 kilómetros de Monza, Larrauri y Sigala obtienen el cuarto lugar. En las 24 Horas de Le Mans, la formación Leopold von Bayern/Walter Brun/Bob Akin obtiene una meritoria cuarta posición mientras que Larrauri/Sigala/Joël Gouhier terminen séptimos. En los 1 000 kilómetros de Brands Hatch, Stefan Bellof y Harald Grohs obtienen la quinta posición; mientras que el dúo Larrauri/Sigala obtiene un sexto puesto en los 1 000 kilómetros del Nürburgring. La escudería logra igualmente el campeonato de Alemania.

### Años 1985-1987
En 1985, Brun añade un nuevo Porsche 962C a los dos Porsche 956 con que contaba hasta entonces. La escudería domina el campeonato Deutsche Rennsport Meisterschaft logrando cinco victorias y permitiendo a Hans-Joachim Stuck ser segundo en el campeonato, detrás de Jochen Mass del Joest Racing. Este año, el equipo empieza a ser competitivo en el Campeonato del Mundo de Resistencia. Obiene una tercera posición (Stefan Bellof/Thierry Boutsen) en las 6 Horas del Mugello y un segundo lugar (Massimo Sigala/Oscar Larrauri) en los 1000 km de Hockenheim. Sin embargo, la temporada queda empañada por la triste pérdida del histórico Stefan Bellof, que muere en un trágico accidente en los 1 000 kilómetros de Spa.

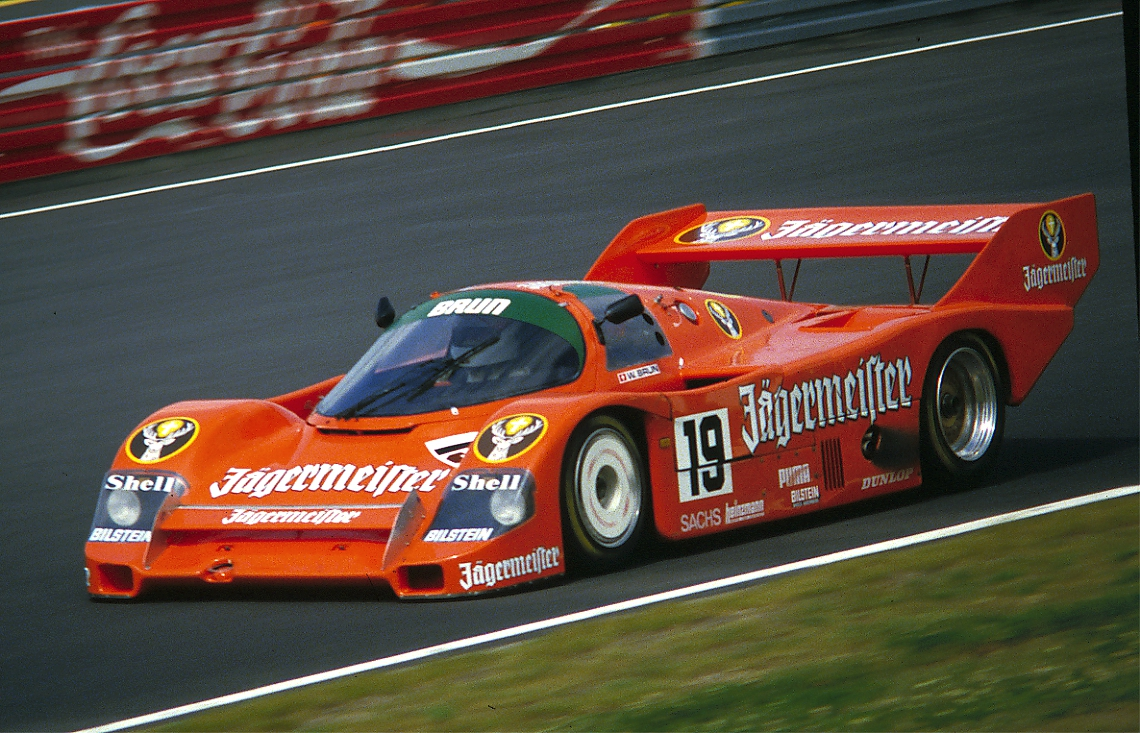
Porsche 962C de Brun Motorsport con la icónica publicidad de Jägermeister

Construyendo sobre los éxitos deportivos cosechados en 1985, Walter Brun realiza una fuerte inversión en la escudería para la temporada 1986. De esta forma, dos otras unidades de Porsche 962C son adquiridos, una de los cuales se destina únicamente a pruebas del Campeonato IMSA GT. El equipo termina segundo en el Watkins Glen Internacional detrás del campeón Al Holbert. De regreso a Europa, Brun puede centrarse de nuevo en el Campeonato Mundial de Resistencia. El año empieza con una histórica segunda posición en las 24 Horas del Mans con la formación Oscar Larrauri/Jesús Pareja/Joël Gouhier. La primera victoria de la temporada llega en los 360 km de Jerez, con la formación Oscar Larrauri/Jesús Pareja, a la que sigue otra victoria obtenida por el dúo Thierry Boutsen/Frank Jelinski en los 1 000 kilómetros de Spa. Brun logra obtener distintos resultados sobresalientes a lo largo de la temporada y logra alzarse con el Campeonato del Mundo de Resistencia, batiendo el equipo de fábrica de Jaguar y a los equipos de Porsche. Brun concluye el año con una victoria final en Interseries en el Österreichring.
En 1987, Brun debuta con un histórico segundo lugar en las 24 Horas de Daytona. Pese a la buena temporada del equipo, que logra muy buenos resultados, Jaguar acaba alzándose finalmente con el Campeonato Mundial de Resistencia. Brun consigue una más que meritoria segunda posición.

### Años 1988 - 1991
Después de una tercera posición en las 24 Horas de Daytona, Brun abandona su implicación en Campeonato IMSA GT y comienza a participar en el Campeonato Japonés de Sport Prototipos, donde el equipo logra un tercera posición en su debut. 
En el Campeonato Mundial de Resistencia, Brun acaba tercero, batiendo así a Jaguar y los nuevos contendientes: Nissan, Toyota, y Aston Martin.
En el año 1988, Brun se embarca en una nueva aventura: la Fórmula 1, en la que participa en las temporadas 1988, 1989 y 1990 con el equipo Eurobrun Racing. Esto provoca importantes gastos que afectan a la división de resistencia: el equipo tiene dificultades para obtener buenos resultados y una quinta posición en Spa será el mejor resultado de la temporada; Brun Motorsport acaba séptimo al campeonato.

## Brun Motorsport como constructor

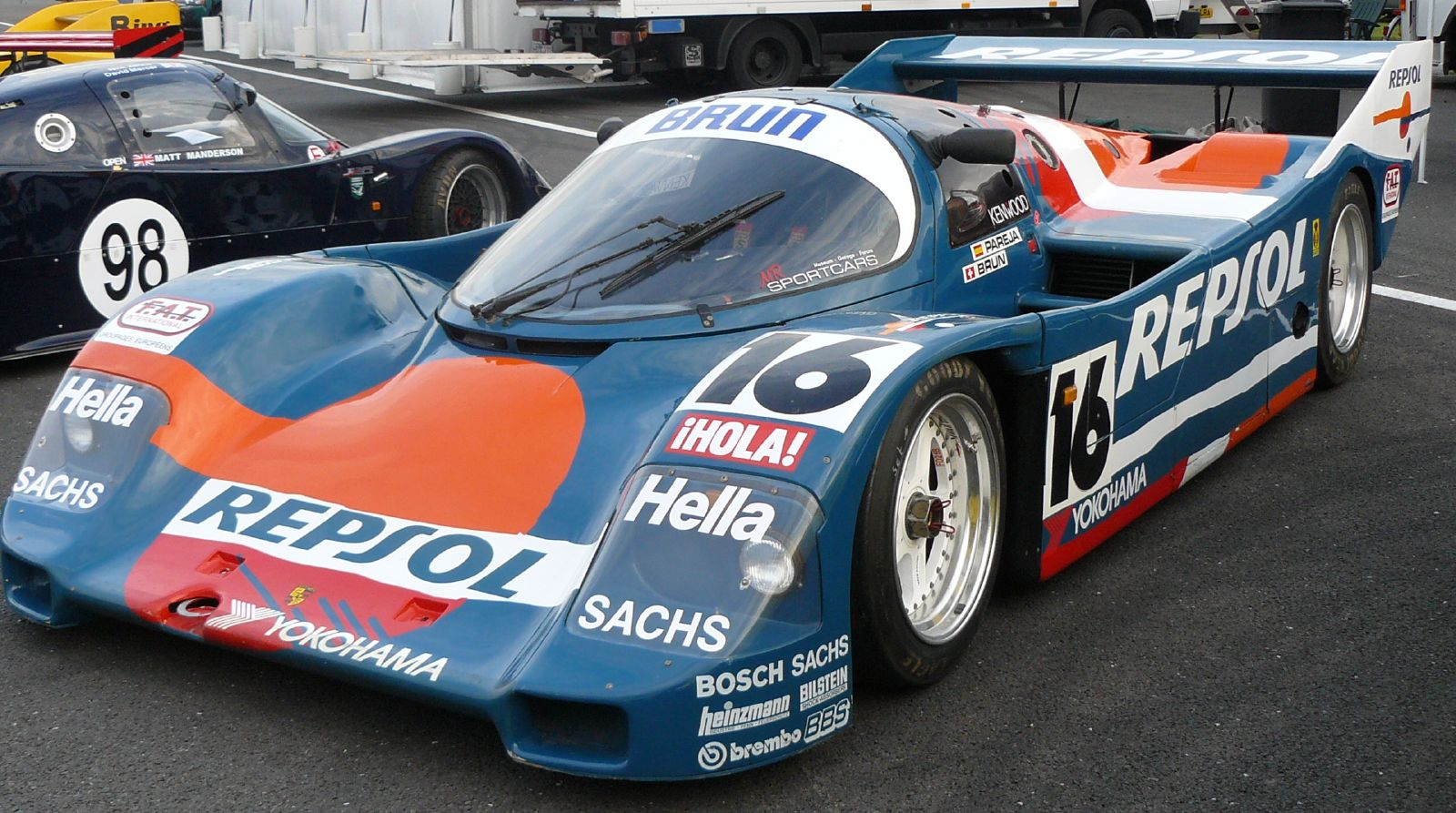
Imagen del emblemático Porsche 962C de Brun Motorsport con el patrocinio de Repsol

Walter Brun desarrolló coches a lo largo de la historia de Brun Motorsport aunque solo uno de ellos lleva su nombre.
En el momento de la creación de Brun Motorsport, Brun decide mantener para la escudería la antigua Sauber SHS C6 del equipo GS-Sport. Walter Brun, que opina que el coche tiene potencial para la clase C2, modifica su bastidor con el fin de adaptar un Ford Cosworth V8. Varios problemas llevan a Walter Brun a reemplazar el Ford Cosworth V8 por una versión turbocomprimida del bloque BMW que Sauber había utilizado inicialmente. Pese a todo, el coche es demasiado difícil de poner al punto y Brun decide finalmente comprar un Porsche 956. 
Después de numerosos años de experiencia y de éxito con los Porsche 956 y Porsche 962C, Walter Brun intenta alcanzar a los grandes constructores como Jaguar y Mercedes-Benz mejorando el bastidor de los Porsche 962. Walter Brun emprende la elaboración de sus propios bastidores en 1987 intentando superar los problemas de rigidez del chasis que sufren los Porsche 962C de fábrica. Los nuevos coches tienen un chasis monocasco específico y reciben piezas estándares del Porsche 962C. Ocho coches son ensamblados en total, algunos de los cuales son destinados a otros equipos.
| Bastidor  | Años | Categorías | Comentarios                                                    |
| --------- | ---- | ---------- | -------------------------------------------------------------- |
| 956-106   | 1983 | C1         | Ex RLR - Vendido a Brun Motorsport en 1985                     |
| 956-111   | 1983 | C1         | Vendido a Trust Racing Team en 1985                            |
| 956-116   | 1984 | C1         | Gana en Imola en 1984, destruida en los 1000 km de Spa en 1985 |
| 962C-107  | 1985 | C1         |                                                                |
| 962C-115  | 1985 | C1         | Gana en Jerez, segundo en las 24 Horas de Le Mans              |
| 962C-117  | 1985 | C1         | Vencedor en los 1000 km de Spa en 1986                         |
| 962-128   | 1986 | IMSA GTP   | Segundo en las 24 Horas de Daytona 1987                        |
| 962C-150  | 1989 | C1         |                                                                |
| 962C-160  | 1990 | C1         |                                                                |
| 962C-163  | 1990 | C1         |                                                                |
| 962C-177  | 1991 | C1         |                                                                |
| 962-001BM | 1987 | C1         |                                                                |
| 962-002BM | 1987 | C1         | Tercero en las 24 Horas de Daytona 1988                        |
| 962-003BM | 1988 | IMSA GTP   |                                                                |
| 962-004BM | 1989 | C1         | Tercero en los 480 km de Jarama en 1989                        |
| 962-005BM | 1989 | C1         |                                                                |
| 962-006BM | 1989 | C1         |                                                                |
| 962-007BM | 1990 | C1         |                                                                |
| 962-008BM | 1990 | C1         |                                                                |

La referencia BM indica que los cascos de los bastidores han sido realizados por John Thompson. 
El proyecto más ambicioso como constructor de Walter Brun tiene lugar en 1991 con el desarrollo del Brun C91 en vista de las modificaciones de la reglamentación de 1992. El coche se inspira del Peugeot 905, del Mercedes-Benz C-291 y del Jaguar XJR-14 con un gran doble alerón posterior y una carrocería baja con una gran espacio para el puesto de pilotaje. La nueva reglamentación prohíbe el motor Porsche de turbocompresor flat six, por lo que Walter Brun requiere de un motor a atmosférico que tan solo está disponible con la tecnología de la Fórmula 1. Utilizando elementos del equipo Eurobrun Racing, del cual es copropietario, Walter Brun piensa en Judd, que le proporcionaba sus motores para la Fórmula 1. Eurobrun Racing utilizaba inicialmente el Judd CV V8 pero Walter Brun obtiene financiación adicicional para el nuevo EV V8. El coche sufre sin embargo problemas mecánicos desde sus comienzos y hasta el ecuador de la temporada; y el equipo no llegará a ponerlo a punto. Es en ese momento cuando la financiación de Brun Motorsport para la rama de construcción toca a su fin

## Pilotos de Brun Motorsport
- Bill Adam (1987)
- Bob Akin (1984)
- Stefan Bellof (1984-1985)
- Paul Belmondo (1987)
- Gerhard Berger (1985)
- Thierry Boutsen (1985-1986)
- Gianfranco Brancatelli (1987)
- Walter Brun (1982-1991)
- David Deacon (1983)
- Stanley Dickens (1986; 1989)
- Eje Elgh (1990)
- Alain Ferte (1986)
- Scott Goodyear (1987)
- Joël Gouhier (1984-1986)
- Harald Grohs (1983-1984)
- Ludwig Heimrath jr (1983)
- Franz Hunkeler (1987-1988)
- Harald Huysman (1988-1991)
- Frank Jelinski (1985-1987)
- Hans-Peter Kaufmann (1987)
- Franz Konrad (1989)
- Oscar Larrauri (1984-1991)
- Walter Lechner (1988-1989)
- Jochen Mass (1987)
- Sigi Muller jr (1982)
- Drake Olson (1986)
- Jesús Pareja (1986-1991)
- Roland Ratzenberger (1989)
- Otto Rensing (1990)
- Manuel Reuter (1988)
- Maurizio Sandro Sala (1989)
- Bernard Santal (1990-1991)
- Uwe Schafer (1987-1989)
- Clemens Schickentanz (1983)
- Massimo Sigala (1984-1988; 1990-1991)
- Richard Spénard (1987)
- Robbie Stirling (1991)
- Hans-Joachim Stuck (1983-1984)
- Kenji Takahashi (1983)
- Gabriele Tarquini (1985)
- Didier Theys (1985-1986)
- Pierre de Thoisy (1987)
- Michel Trolle (1988)
- Juha Varjosaari (1989)
- Jacques Villeneuve (1983)
- Leopold von Bayern (1984)
- Renzo Zorzi (1985)

- Life for Racing: 60 Years of Walter Brun (Alemán)

- Datos: Q992504
- Multimedia: Brun Motorsport / Q992504